# 韩锋
韩锋（1983年12月5日—），中国足球运动员，目前效力于中超球队石家莊永昌，担任守门员。他曾经入选过中国国青队。

## 俱乐部生涯
韩锋2002年开始代表中甲球队广州香雪参加职业联赛。2005年，在前中国国少队、时任厦门蓝狮主教练高洪波的力荐下，厦门队用李伟加50万元的身价交换韩锋。但韩锋在厦门蓝狮队担任替补门将，三个赛季总共只为球队出场15次。2007赛季结束后，厦门队因为降级而解散，韩锋被迫离开球队。
在深圳上清饮主教练麦超的推荐下，韩锋在2008年1月以零转会的身价加盟深圳队，但麦超很快就被解除主教练的职务，再加上深圳队两名门将肖建佳和张磊的发挥稳定，韩锋没有得到太多出场机会，该赛季仅在第29轮在杭州3-2战胜浙江绿城的比赛中出场一次。但这场比赛韩锋的表现也引起了绿城主帅周穗安的注意。
2009赛季，韩锋离开深圳加盟杭州绿城，在这个赛季中他的身份依然是替补，直到2010赛季，他才被提升为球队的主力门将，但很快又成为替补门将。
2013年1月11日，签约河南建业。2016年7月15日，韩锋转投广州富力。